# Papilio pericles
Papilio pericles é uma borboleta da família Papilionidae e subfamília Papilioninae, encontrada na região biogeográfica australásica e endêmica das ilhas de Timor (onde fora coletado seu holótipo) e Wetar. Foi classificada por Alfred Russel Wallace, em 1865, em textoː "On the phenomena of variation and geographical distribution as illustrated by the Papilionidae of the Malayan region"; lido em 17 de março de 1864 e publicado nos Transactions of the Linnean Society of London. 25 (1). Página 45.

## Descrição
Esta espécie possui, vista por cima, asas com envergadura máxima de 7 a 9 centímetros e de amplas margens negras, com exceção da metade basal das asas anteriores e área interna das asas posteriores (próximas ao corpo do inseto), e com uma grande área em azul, central. O lado de baixo é castanho escuro, com áreas mais pálidas e com manchas em laranja, negro e azul, em cada asa posterior, próximas à sua margem. Ambos os sexos apresentam um par de caudas, em forma de espátulas, na metade inferior das asas posteriores. Protórax e abdômen verdes.